# Schwerpunkt (Berufsausbildung)
Ein Schwerpunkt ist eine Differenzierungsmöglichkeit für staatlich anerkannte Ausbildungsberufe. Er wird im Ausbildungsrahmenplan in einem Umfang zwischen sechs und zwölf Monaten sowie in der Abschlussprüfung berücksichtigt.

## Anwendungsbereich

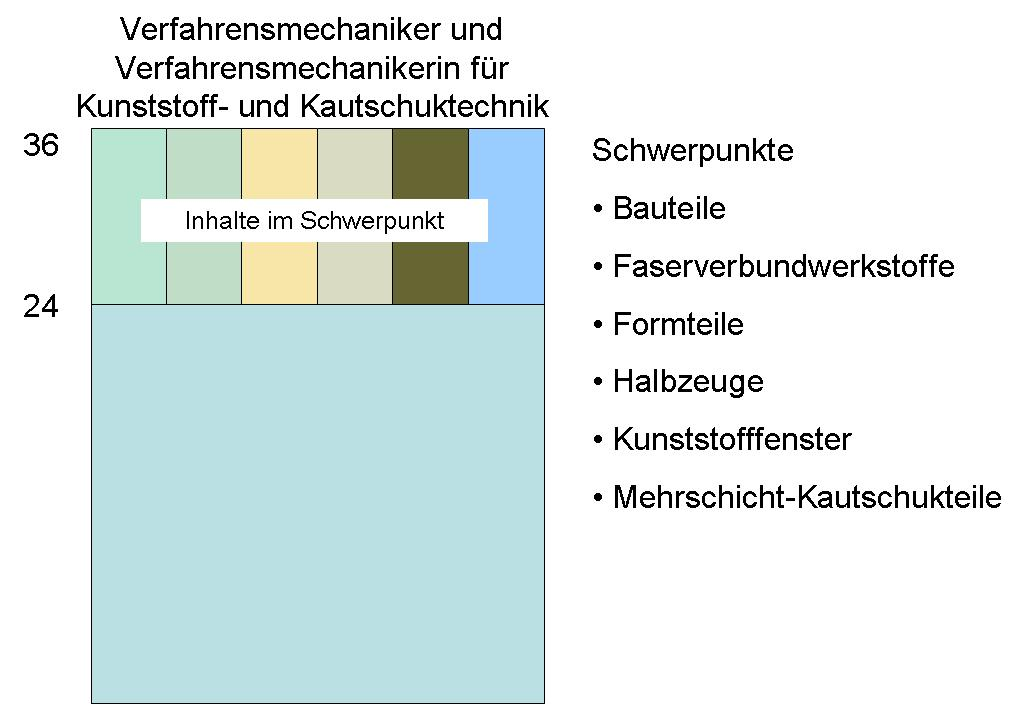
Verfahrensmechaniker für Kunststoff- und Kautschuktechnik: Ein Beruf mit Schwerpunkten

Die Verwendung von Schwerpunkten stellt nach der Fachrichtung die zweitstärkste Form der Binnendifferenzierung in einem Beruf dar. Es handelt sich dabei um eine implizite Differenzierung.
Bei einem dreijährigen Ausbildungsberuf mit Schwerpunkten sind in der Regel die ersten beiden Ausbildungsjahre identisch. Nach 24 Monaten, d. h. im dritten Ausbildungsjahr erfolgen die spezifischen Fertigkeiten, Kenntnisse und Fähigkeiten der jeweiligen Branche. Beispiel: Der Ausbildungsberuf Verfahrensmechaniker für Kunststoff- und Kautschuktechnik verfügt zurzeit über sechs Schwerpunkte: Bauteile, Faserverbundstoffe, Formteile, Halbzeuge, Kunststofffenster und Mehrschicht-Kautschukteile. Diese Bezeichnungen werden allerdings im Prüfungszeugnis bzw. dem Gesellenbrief nicht ausgewiesen.

## Abgrenzung zu anderen Differenzierungsmöglichkeiten
- Monoberuf: Berufe, die keine Binnendifferenzierungen aufweisen, werden als Monoberufe bezeichnet. Das Qualifikationsprofil des Berufes weist dabei keine Spezialisierung auf.
- Fachrichtung: Sie werden in der Ausbildungsordnung für den jeweiligen Ausbildungsberuf beschrieben und haben einen Umfang von 6 bis maximal 18 Monaten.
- Wahlqualifikationen: Sie kommen als Strukturelement insbesondere für Ausbildungsberufe in Betracht, die von spezialisierten Branchen nachgefragt werden. Jeder dieser Betriebe bearbeitet dabei ein anderes Aufgabenspektrum. Die Betriebe können verschiedene Qualifikationen einzelner Bereiche durch die Nutzung von Wahlqualifikationen miteinander kombinieren.[2] Wahlqualifikationen werden im Ausbildungsberufsbild, im Ausbildungsrahmenplan sowie in den Prüfungen berücksichtigt. Ihr Umfang beträgt insgesamt zwischen sechs und 18 Monate.
- Beruf mit Einsatzgebieten: Ein Einsatzgebiet stellt die schwächste Form der Binnendifferenzierung dar. Hier wird die Ausbildung in einem oder mehreren Einsatzgebieten in einem Umfang von maximal 12 Monaten vertieft. Das Einsatzgebiet kann in der Prüfung berücksichtigt werden. Berufe mit Einsatzgebieten sind beispielsweise die industriellen Metallberufe, z. B. der Anlagenmechaniker oder der Werkzeugmechaniker.